# Foya
Foya – miasto w północnej Liberii w hrabstwie Lofa. Według danych na rok 2008 liczy 19 522 mieszkańców.